# VSI Tampa Bay FC
El VSI Tampa Bay FC fue un equipo de fútbol de los Estados Unidos que militó en la USL Professional Division, la tercera liga de fútbol más importante del país.

## Historia
Fue fundado en el año 2011 en Tampa por el VisioPro Sports Institute, el cual también lo convirtió en un club multideportivo que contó con un equipo en fútbol femenil, un equipo amateur en la USL Premier Development League y un club sub-20 con el fin de establecerse en la United Soccer League.
El club en la USL fue como el pináculo de la pirámide para los jugadores jóvenes del club e iniciaron operaciones en el 2012, aunque el primer equipo inició en el año 2013.
Su primer partido lo jugaron ante el Phoenix FC el 30 de mayo, el cual perdieron 0-1, y el 2 de abril consiguieron su primera victoria ante Los Angeles Blues 1-0, donde Antonio Neto hizo el primer gol en la historia del club.
Cuando el equipo femenil y el amateur comenzaron a tener éxito, el club en la USL se cayó en solo una temporada, ya que el estadio en Plant City resultaba muy incómodo para que llegaran los aficionados a los partidos y no pudieran competir con el éxito que tenía el Tampa Bay Rowdies en la NASL y el club desapareció al terminar la temporada 2013, así como sus respectivas secciones.

## Temporadas
| Año  | División | Liga    | Temporada Regular | Playoffs     | US Open Cup | Asistencia Promedio |
| ---- | -------- | ------- | ----------------- | ------------ | ----------- | ------------------- |
| 2013 | 3        | USL Pro | 10º               | No clasificó | 2.ª Ronda   | 452                 |

## Gerencia
- John Mitchell - Jefe de Operaciones
- Clay Roberts - Director de Fútbol

## Entrenadores
- Matt Weston (2012-13)[7][8]
- Joel Harrison (2013)[9]